# Pistyń (gmina)
Pistyń – dawna gmina wiejska w powiecie kosowskim województwa stanisławowskiego II Rzeczypospolitej. Siedzibą gminy był Pistyń.
Gminę utworzono 1 sierpnia 1934 r. w ramach reformy na podstawie ustawy scaleniowej z dotychczasowych gmin wiejskich: Brustury, Mykietyńce, Pistyń, Prokurawa i Szeszory.
Po II wojnie światowej obszar gminy został odłączony od Polski i włączony do Ukraińskiej SRR.